# بسام الذوادی
بسام الذوادی (انگلیسی: Bassam Al-Thawadi؛ زادهٔ ۱۳ دسامبر ۱۹۶۰) کارگردان فیلم، و هنرپیشه اهل بحرین است. وی از سال ۱۹۷۴ میلادی تاکنون مشغول فعالیت بوده‌است.